# Ami II de Trani
Ami II de Trani est un baron italo-normand de la seconde moitié du XIe siècle, comte de Molfetta et de Giovinazzo.

## Biographie

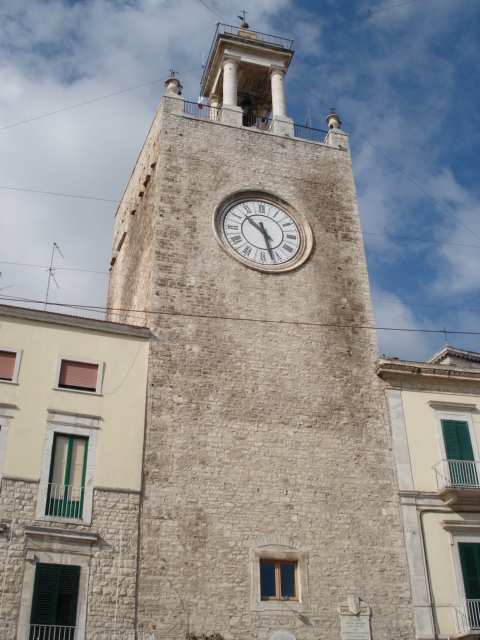
La tour de Terlizzi, édifiée par Ami.

Ami II de Trani est le petit-fils d'un certain Amicus, un parent des frères Hauteville, le fils de Gautier de Lesina (dit aussi Gautier de Civitate), comte de Giovinazzo et de Spinazzola, le neveu de Pierre de Trani, et le cousin de Pierre II de Trani. Il épouse à une date inconnue une fille du comte italo-normand Jocelyn de Molfetta (en).
En 1067-1068, 1072-1073 et 1079-1080, il participe aux rébellions contre Robert Guiscard, duc d'Apulie et de Calabre, recevant le soutien de l'empereur byzantin.
En 1073, il se signale en organisant une expédition contre la Dalmatie, attaquant avec succès l'île de Rab, puis s'emparant de la cité de Kres (9 mai 1073), et réussissant même à capturer le roi des Croates Petar Kresimir IV.
Après avoir fait la paix avec Robert Guiscard, il participe en 1081 à l'expédition lancée par ce dernier contre l'Empire byzantin , et qui aboutira à la chute de Dyrrhachium en février 1082, après un siège de huit mois.